# Campeonato Mundial de Gimnasia en Trampolín de 2013
El XXIX Campeonato Mundial de Gimnasia en Trampolín se celebró en Sofía (Bulgaria) entre el 7 y el 10 de noviembre de 2013 bajo la organización de la Federación Internacional de Gimnasia (FIG) y la Federación Búlgara de Gimnasia.
Las competiciones se realizaron en el Arena Armeets de la capital búlgara.

## Medallero
| Núm. | País           | Oro | Plata | Bronce | Total |
| ---- | -------------- | --- | ----- | ------ | ----- |
| 1    | China          | 4   | 4     | 2      | 10    |
| 2    | Reino Unido    | 3   | 1     | 4      | 8     |
| 3    | Estados Unidos | 3   | 1     | 0      | 4     |
| 4    | Rusia          | 2   | 5     | 3      | 10    |
| 5    | Canadá         | 1   | 3     | 0      | 4     |
| 6    | Japón          | 1   | 0     | 0      | 1     |
| 7    | Australia      | 0   | 0     | 1      | 1     |
| 7    | Bielorrusia    | 0   | 0     | 1      | 1     |
| 7    | Dinamarca      | 0   | 0     | 1      | 1     |
| 7    | Portugal       | 0   | 0     | 1      | 1     |
| 7    | Ucrania        | 0   | 0     | 1      | 1     |
|      | TOTAL          | 14  | 14    | 14     | 32    |